# Variabile RS Canum Venaticorum
Una variabile RS Canum Venaticorum è un tipo di stella variabile. Le variabili di questo tipo sono stelle binarie strette, caratterizzate da cromosfere attive e da un intenso magnetismo, che sono la causa della loro variazione di luminosità. Il periodo di variazione è, in generale, vicino al periodo del sistema binario. A volte a questo tipo di variazione si sovrappone un'ulteriore variazione dovuta al fatto che le due componenti si eclissano l'una con l'altra. La tipica fluttuazione di luminosità è 0,2 magnitudini.
È stato per primo l'astronomo russo Otto Struve nel 1946 a richiamare l'attenzione su queste stelle, ma i criteri formali oggi utilizzati che definiscono questo gruppo sono basati sul lavoro di Douglas Hall.

## Caratteristiche
Nelle stelle variabili RS Canum Venaticorum, una delle due componenti del sistema binario, quella più massiccia ed evoluta, di solito di classe spettrale G o K, è caratterizzata da un magnetismo simile a quello del Sole, ma molto più intenso. Tale magnetismo comporta la comparsa di grandi macchie stellari, cioè zone della fotosfera meno calde di quelle circostanti. Esse sono simili alle macchi solari, ma molto più estese, tanto da poter arrivare a ricoprire il 50% della superficie della stella. Le macchie sono così grandi da determinare una diminuzione di luminosità della stella. La variabilità è determinata proprio dalle presenza di tali macchie in quanto, ruotando, la stella espone all'osservatore alternativamente la zona interessata dalle macchie e quella non interessata.
Questo tipo di variabili hanno come il Sole una cromosfera attiva, segnalata dalla presenza di linee spettrali del calcio ionizzato una volta (linee Ca II). La riga Hα è ugualmente associata a cromosfere attive. Alcune variabili RS Canum Venaticorum sono note anche per emettere raggi X: queste emissioni sono state, in analogia a quanto avviene nel Sole, interpretate come collegate a corone molto calde (circa 10 milioni di K). Inoltre si presume che le aree interessate dall'attività magnetica siano soggette a brillamenti energetici, che sono fonti di raggi ultravioletti e raggi X.
L'imponente attività magnetica di queste variabili deve in qualche modo essere collegata alle interazioni con la compagna, visto che tutte le stelle di questo tipo si trovano in sistemi doppi. Tuttavia non è ancora chiaro l'esatto meccanismo che origina tale attività. Sebbene si tratti di binarie strette, tuttavia ognuna delle sue componenti si trova ben all'interno del suo lobo di Roche e quindi gli scambi di materia fra le due stelle sono trascurabili.
Il prototipo di questo tipo di variabili, RS Canum Venaticorum, è costituita dalla componente responsabile delle variazioni, una stella di classe K2IV, e da una compagna di classe F5V. Misurazioni accurate e protratte nel tempo hanno permesso di individuare nella stella subgigante un ciclo di attività magnetica simile a quello del Sole, caratterizzato dalla comparsa delle macchie (che coprono dal 17% al 37% della superficie) e dalla loro migrazione; tale ciclo dura circa 20 anni, contro quello solare che dura circa 11 anni.